# Erzincani csata
Az erzincani csata a kaukázusi front egyik csatája az első világháborúban, a csatában az Oszmán Birodalom és az Orosz Birodalom seregei csaptak össze. A csata az oroszok győzelmével ért véget 1916. július 2-án.

## Előzmények
1916 elején az orosz csapatok benyomultak Kelet-Anatóliába, elfoglalták egész Örményországot. Enver pasa, a török háborús miniszter elhatározta, hogy 1916 nyarán támadást indít a 3. török hadsereggel, hogy visszafoglalja az elvesztett területeket. A támadást Trabzon kikötőváros ellen kívánták megindítani, melyben viszonylag kisebb létszámú orosz erő maradt. A támadást Vehip pasa vezette, a harcok július elején kezdődtek meg.

## A csata
A török támadás rövid idő alatt kifulladt, mire Jugyenyics tábornok július 2-án ellentámadást indított a török seregek ellen. Az orosz támadás központja Erzincan városa volt, ahol Vehip pasa tábori központja és hadműveleti bázisa volt. A támadás során megsemmisült a 3. török hadsereg kommunikációs központja, hadműveleti bázisa, számos orosz hadifoglyot szabadítottak ki a támadók, a 3. török hadsereget megbénították.